# Żywki Małe
Żywki Małe (niem. 1818–1873 Klein Siewken, 1873–1949 Luisenhof) – przysiółek wsi Żywki w Polsce, położony w województwie warmińsko-mazurskim, w powiecie giżyckim, w gminie Kruklanki, nad jeziorem Babka.
W latach 1975–1998 przysiółek należał administracyjnie do województwa suwalskiego.

## Historyczne nazwy
Żywki Małe miały w swojej historii różne nazwy:
- 1818–1873 – Klein Siewken[5]
- 1873–1949 – Luisenhof[5]
- od 1949 – Żywki Małe[6]

## Przynależność i status
- 1818–1871 – część wsi Siewken (Królestwo Prus)
- 1871–1918 – część wsi Siewken (Cesarstwo Niemieckie)
- 1918–1933 – część wsi Siewken (Republika Weimarska)
- 1933–1945 – część wsi Siewken (III Rzesza)
- 1945–1991 – część wsi Brożówka (1945–1952 Rzeczpospolita Polska, 1952–1989 Polska Rzeczpospolita Ludowa, od 1989 Rzeczpospolita Polska)
- 1991–2010 – osada wsi Żywki (Rzeczpospolita Polska)
- od 2010 – przysiółek wsi Żywki (Rzeczpospolita Polska)[7]